# Mistrzostwa Polski w Boksie 1958
29. Mistrzostwa Polski w boksie mężczyzn odbyły się od 24 marca do 30 marca 1958 roku w Łodzi.
Startowało 129 zawodników.

## Medaliści
| Kategoria:                        | Złoto:                             | Srebro:                                      | Brąz:                                                                       |
| waga musza (do 51 kg)             | Adam Romaniszyn (Stal Mielec)      | Ryszard Kargier (Budowlani Łódź)             | Brunon Bendig (Wisła Tczew) Janusz Liedtke (Budowlani Poznań)               |
| waga kogucia (do 54 kg)           | Teofil Kowalski (Wisła Kraków)     | Jan Szczepański (Pilica Tomaszów Mazowiecki) | Adam Góralski (Avia Świdnik) Anatol Kozak (Start Częstochowa)               |
| waga piórkowa (do 57 kg)          | Tadeusz Rozpierski (Gwardia Łódź)  | Jan Brychlik (BBTS Bielsko-Biała)            | Romuald Binek (Stal Rzeszów) Andrzej Kamiński (Start Włocławek)             |
| waga lekka (do 60 kg)             | Kazimierz Paździor (Broń Radom)    | Jan Walczak (Brda Bydgoszcz)                 | Józef Grudzień (Pafawag Wrocław) Zdzisław Wytyk (Warta Poznań)              |
| waga lekkopółśrednia (do 63,5 kg) | Jan Sobolewski (Prosna Kalisz)     | Józef Piński (Pogoń Szczecin)                | Sylwester Kaczyński (Legia Warszawa) Jan Rataj (Unia Krapkowice)            |
| waga półśrednia (do 67 kg)        | Leszek Drogosz (ŁTS Łabędy)        | Zbigniew Lewandowski (CWKS Bydgoszcz)        | Andrzej Łukomski (Legia Warszawa) Władysław Mozolewski (Gwardia Łódź)       |
| waga lekkośrednia (do 71 kg)      | Henryk Dampc (Wybrzeże Gdańsk)     | Bogdan Guziński (Śląsk Wrocław)              | Eliasz Bartosiewicz (Zawisza Bydgoszcz) Zbigniew Szymaniak (Legia Warszawa) |
| waga średnia (do 75 kg)           | Tadeusz Walasek (Gwardia Warszawa) | Leszek Wasilewski (Prosna Kalisz)            | Zdzisław Michalak (Broń Radom) Bogdan Misiak (Włókniarz Pabianice)          |
| waga półciężka (do 81 kg)         | Leszek Leiss (Stal Grudziądz)      | Modest Majchrzak (Broń Radom)                | Zdzisław Józefowicz (Bawełna Łódź) Henryk Wasilewski (Hutnik Nowa Huta)     |
| waga ciężka (powyżej 81 kg)       | Tadeusz Branicki (Polonia Gdańsk)  | Władysław Jędrzejewski (ŁTS Łabędy)          | Włodzimierz Biel (Hutnik Nowa Huta) Roman Nowicki (Śląsk Wrocław)           |